# Halvsluten halvbakre rundad vokal
Halvsluten halvbakre rundad vokal är ett språkljud. Ljudet skrivs i internationella fonetiska alfabetet med tecknet [ʊ]. Den korta varianten av det svenska /u/-fonemet realiseras som [ʊ]. Den långa varianten realiseras som [u], en sluten bakre rundad vokal.